# Brugnens
Brugnens är en kommun i departementet Gers i regionen Occitanien i sydvästra Frankrike. Kommunen ligger i kantonen Fleurance som tillhör arrondissementet Condom. År 2022 hade Brugnens 255 invånare.

## Befolkningsutveckling
Antalet invånare i kommunen Brugnens
Referens:INSEE